# 사도 안드레아
안드레아(그리스어: Ανδρέας 안드레아스[*]→남자다운, 1세기 초 ~ 기원후 1세기 중순, 말) 또는 안드레는 예수 그리스도의 열두 사도들 가운데 한 사람이며 베드로의 형제이다. 그리스어에서 유래한 이름으로, ‘사내다움’ 또는 ‘용기’를 뜻한다. 형과 달리 성실하고 온건하며 신중한 성격의 인물로, 러시아에 최초로 복음을 전파했다고 한다. 초대 콘스탄티노플 총대주교로 훗날 그리스도교의 성인으로 여겨지고 있다. 세계교회가 사용하는 개정공동성서정과(RCL)에 따르면 사도 성 안드레아 또는 안드레의 축일은 11월 30일이다. 상징물은 그물과 물고기·X자형 십자가이며, 어부·생선장수·스코틀랜드·러시아·우크라이나의 수호 성인이다.

## 생애
안드레아는 요르단강에서 그리 멀지 않은 갈릴리 호수의 북쪽 연안에 있는 베싸이다라는 지방에서 요한의 아들로 태어났다. 그는 형 베드로와 제베대오의 두 아들인 야고보, 요한과 함께 어부로 살았다. 안드레아는 본래 세례자 요한의 제자였으며, 예수 그리스도가 세례자 요한으로부터 세례를 받을 때 그를 처음 만났다. 세례자 요한은 예수를 가리키며 “이 세상의 죄를 없애시는 하느님의 어린 양이 저기 오십니다” 라고 했다.
이튿날 아침, 안드레아는 요한과 함께 또 지나가는 예수를 보았다. 스승으로부터 예수가 약속된 구세주인 메시아라는 말을 들은 두 사람은 돌연 예수에 대한 호기심이 생겨나 그의 뒤를 밟아 계속해서 따라갔다. 그렇게 한참을 가다가 마침내 예수가 뒤를 돌아보며 자신에게 무슨 볼일이 있느냐고 질문하였다. 안드레아와 요한은 “선생님이 묵고 계시는 곳이 어디인지 알고 싶습니다” 라고 했다. 그러자 예수는 와서 보라며 그들을 자택으로 데리고 가서 그대로 자신의 제자로 간택하였는데, 요한은 "그날 예수와 함께 지냈다"라고 말한다.
마태오의 복음서에서는 예수께서 어업노동자들인 베드로, 제베대오의 두 아들인 야고보, 요한과 함께 안드레아에게 "나를 따르라. 너희가 사람을 낚는 어부가 되도록 하겠다"라고 말씀하자, 그물을 버리고 예수를 따랐다고 말한다.
사도가 된 이후 성서에서 안드레아에 대한 언급은 세 군데밖에 나타나지 않는다. 하나는 예수를 자기 집에 모셔 예루살렘의 멸망과 세계의 종말이 언제 일어나는지를 예수에게 질문한 일이었고, 다른 하나는 예수가 오병이어의 기적을 행하였을 때 그 빵과 물고기를 가진 소년을 발견해 예수에게 데리고 왔을 때다. 마지막 하나는 예수가 수난을 당하기 수일 전 예수를 만나고자 찾아온 이방인의 요청을 필립보와 함께 예수에게 전구를 청했을 때이다.
성령의 강림 이후, 안드레아는 다른 사도들과 같이 체포되어 감옥에 투옥되었으나 천사의 도움으로 탈옥하여, 이튿날 아침에 곧장 예루살렘 성전으로 가서 다시 복음을 전파하다가 다시 제사장들에게 붙잡혀 법정에 끌려나가 심하게 매질을 당한 뒤 풀려났다.

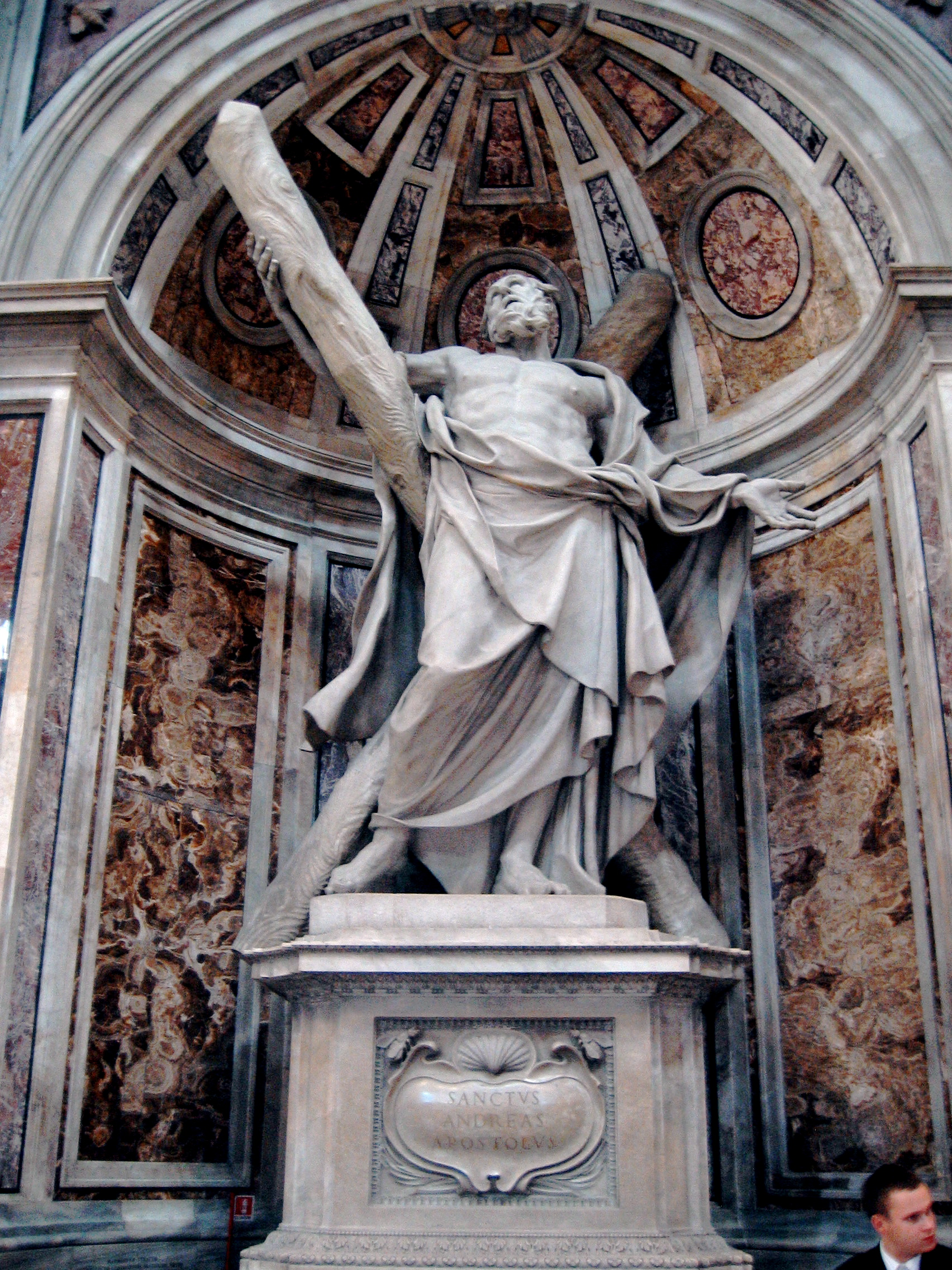
성 안드레아상, 성 베드로 대성당

위경 ‘사도 안드레아의 행전’은 비(非)신화화하기 어려운 역사적 사전을 간직하고 있다. 전승에 의하면 안드레아는 그리스 북부 지방의 에피루스(Epirus) 등지에서 선교하였고 자신의 후계자로 스타키스 주교를 임명하였다 한다. 70년경 로마 황제 네로의 대대적인 그리스도교 박해의 영향력으로 인해 안드레아는 로마 제국의 속주인 마케도니아의 이남 지역인 아카이아(오늘날 그리스 전역)의 주파트라스 시에서 체포되어 에게오 총독에게 심문을 받고 X자 형태의 십자가에 못박혀 순교하였다. 안드레아는 자신이 매달릴 십자가로 X자형 십자가를 선택한 이유는 그리스어로 X는 그리스도라는 단어의 첫글자이기 때문이다. 형장에 끌려갔을 당시 안드레아는 십자가 앞에 무릎을 꿇고 양손을 높이 쳐들면서 “오, 영광의 십자가여! 너를 통하여 우리를 구속하신 주님께서는 지금 나를 부르시는가! 속히 나를 이 세상에서 끌어올려 주님의 곁으로 가게 해 다오” 하며 기쁨에 넘치는 기도를 바쳤다고 한다. 그래서 그를 묘사한 그림이나 조각상에는 십자가를 든 모습이 많다.
십자가에 매달린 이틀 동안 안드레아는 계속해서 군중들을 향해 설교를 하였으며, 이를 보다못한 군중이 안드레아에게 십자가형을 언도한 집행관에게 안드레아를 십자가에서 내려줄 것을 요청하였다. 집정관이 그들의 요청에 따라 군사들에게 시켜 그를 십자가에서 내려오게 하였다. 안드레아가 십자가에서 내려오자 갑자기 하늘에서 한 줄기의 빛이 내려와 그를 비추었다. 빛은 한동안 그를 감쌌으며 하늘로 다시 올라간 순간 안드레아는 숨을 거두었다.
이후 안드레아의 유해는 원래 콘스탄티노폴리스에 있다가 357년 콘스탄티우스 2세의 지시에 따라 그리스의 파트라이로 옮겨졌다고 한다. 그 후 1208년에 이탈리아의 아말피에 있는 성 안드레아 성당로 옮겨졌고, 15세기에는 그의 두개골이 로마의 성 베드로 대성당에 옮겨졌다. 그러다가 1964년 9월 교황 바오로 6세가 그리스 정교회와 화해를 하고 친교를 나누기 위해 그의 유해를 다시 파트라이로 보내 오늘에 이르고 있다.

## 같이 보기
- 성 안드레아 십자
- 성 안드레아 축일
- 세인트앤드루스 대학교